# Famille Subercaseaux
La famille Subercaseaux est une famille chilienne d'origine française qui a joué un rôle important au XIXe et dans la première moitié du XXe siècle au Chili, dans le domaine économique et le domaine culturel. Certains de ses membres ont fait fortune dans le secteur minier (notamment dans le Norte Chico) et la viticulture, et se sont distingués dans la politique et les arts. 

## Membres notables
- François (Francisco) Subercaseaux Breton (né à Dax vers 1730-1800), patriarche de la famille et pionnier de l'industrie minière au Chili
- Ramón Subercaseaux Mercado (1790-1859), entrepreneur et homme politique
- Ramón Subercaseaux Vicuña (1854-1937), peintre et diplomate[2] ; ses trois fils sont :
  - Pedro Subercaseaux (1880-1956), peintre et bénédictin
  - Luis Subercaseaux (1882-1973), athlète et homme politique
  - Juan Subercaseaux (1896-1942), archevêque
- Benjamin Subercaseaux (1902-1973), écrivain et savant
- Francisco Valdés Subercaseaux (1908-1982), missionnaire capucin, évêque ; déclaré vénérable en 2014
- Gabriel Valdés Subercaseaux (1919-2011), ministre des Affaires étrangères et homme politique, frère du précédent
- Juan Subercaseaux Sommerhoff (1943), peintre
- Elizabeth Subercaseaux (1945), journaliste et femme de lettres, sœur du précédent

## Voir aussi

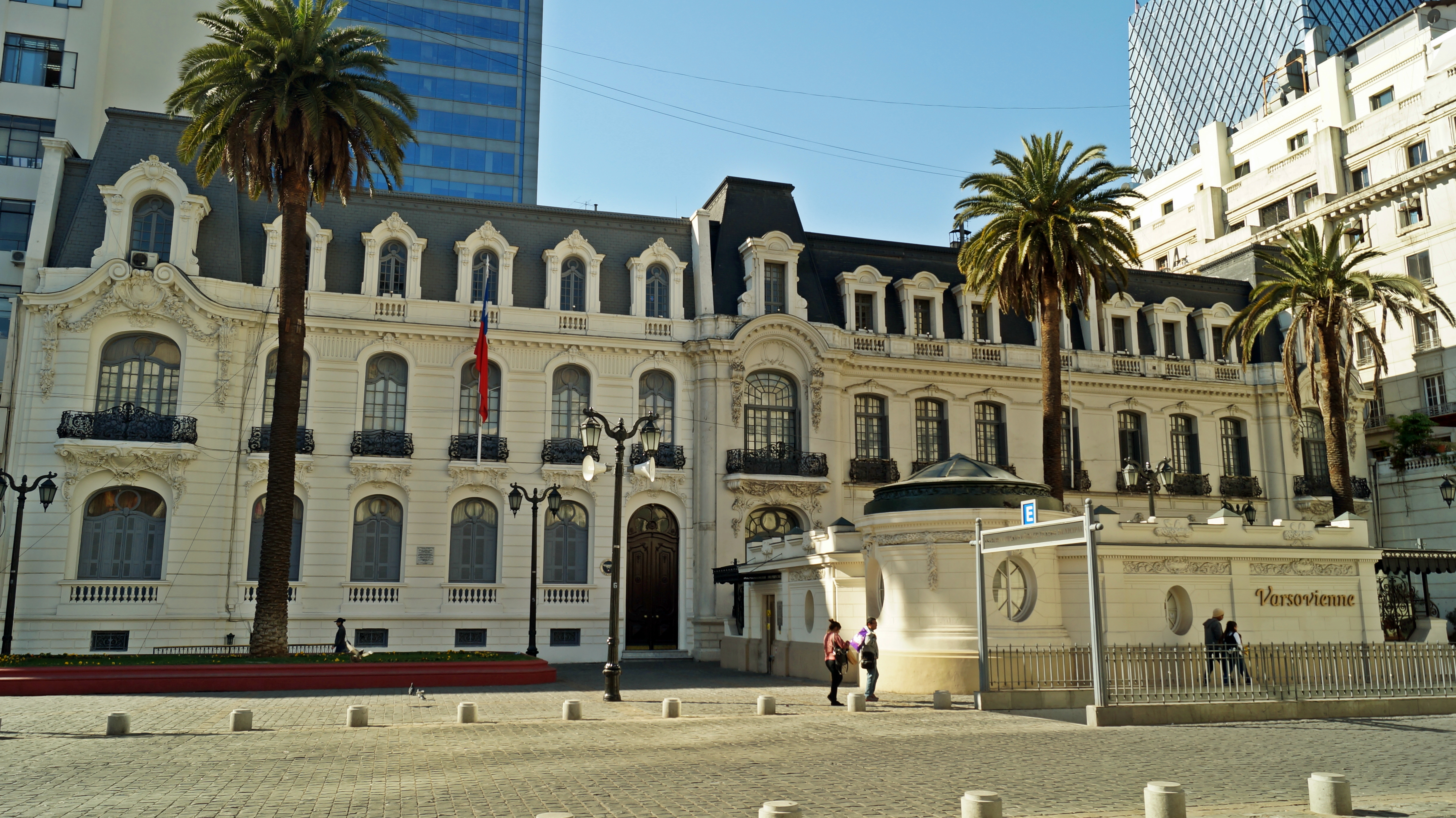
Palais Subercaseaux